# Fouvent-Saint-Andoche
Fouvent-Saint-Andoche é uma comuna francesa na região administrativa de Borgonha-Franco-Condado, no departamento de Alto Sona. Estende-se por uma área de 34,7 km². Em 2010 a comuna tinha 217 habitantes (densidade: 6,3 hab./km²).